# Tors męski II (Michał Anioł)

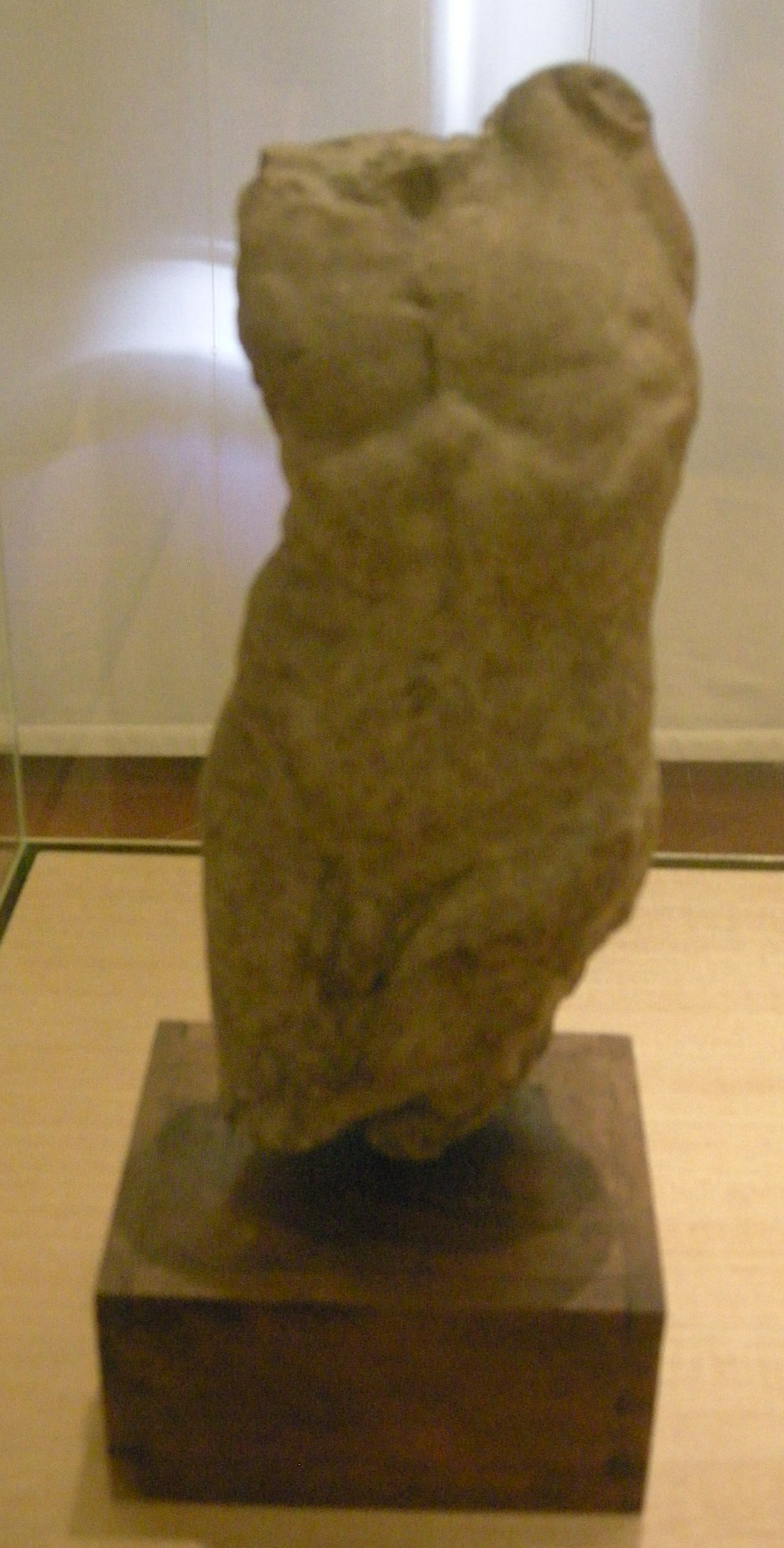

Tors męski II – terakotowe bozzetto wysokości 22,5 cm, którego autorstwo jest przypisywane Michałowi Aniołowi; datowane na rok 1513 znajduje się obecnie w zbiorach Casa Buonarroti we Florencji.

## Historia i opis
Nie wiadomo kiedy dzieło znalazło się w zbiorach Casa Buonarroti, zaś w starych inwentarzach nie ma wzmianek na temat jego chociażby hipotetycznej atrybucji. Charles de Tolnay w 1954 r. od razu uznał bozzetto za wykonane przez mistrza Buonarrotiego, opierając się na szesnastowiecznej kopii rysunku w Gabinetto dei Disegni e delle Stampe degli Uffizi figurującej w inwentarzach pod sygnaturą 18358 F. Analogicznie do torsu męskiego I porównano model z figurami Jeńców z drugiego projektu nagrobka papieża Juliusza II. W porównaniu do drugiego bozzetta tors męski II jest w mniejszym stopniu wykończony.
Dzieło przedstawia nagie męskie ciało pozbawione głowy, rąk i nóg. Wygięcie postaci w górę sugeruje, że bozzeto jest niedokończonym modelem jeńca budzącego się.